# Chadakori
Chadakori este o comună rurală din departamentul Guidan Roumdji, regiunea Maradi, Niger, cu o populație de 69.765 de locuitori (2001).